# 大村益次郎

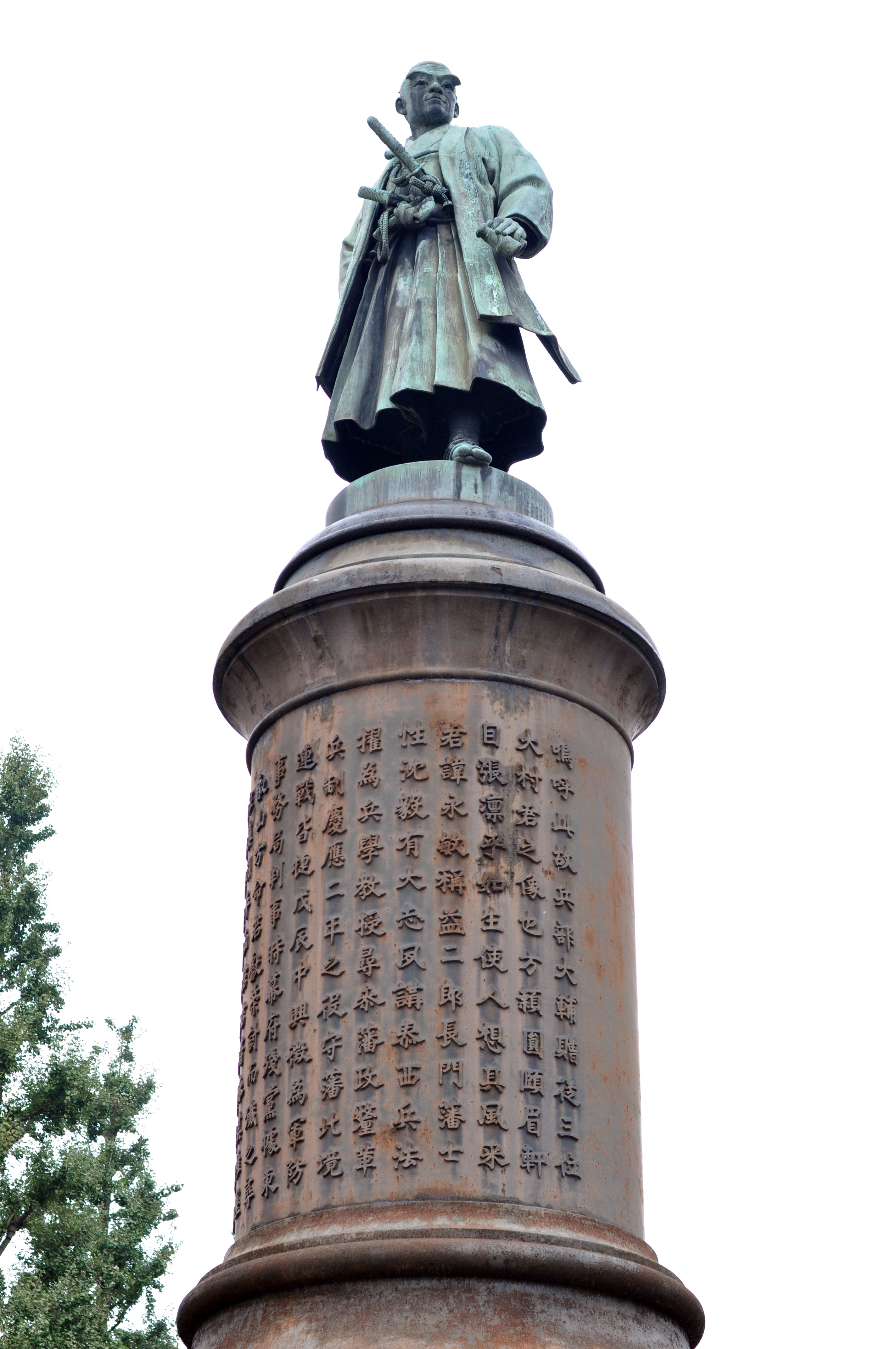
靖國神社參道中央的大村益次郎像

大村益次郎（日语：／ Ōmura Masujirō，1824年5月30日—1869年12月7日），本姓村田，幼名宗太郎，通稱藏六、良庵（或亮庵）、益次郎，雅號良庵、良安或亮安，名永敏，是幕末期的長州藩醫師、西洋學者、兵學者。被尊稱為維新十傑之一。
長州征討和戊辰戰爭之時，指揮長州藩兵獲得勝利，在太政官制下擔任統括軍務的兵部省的初代大輔（次官），是事實上的日本陸軍創始者被視為陸軍建設之祖。位階是贈從三位、後為從二位。家紋是丸桔梗。因大村掌握了火器槍砲的新技術，且長相神似古畫中的達摩，高杉晉作就替大村取了「火吹達摩」的綽號（火吹指雜耍中經常表演的吐火秀）。

## 生涯
文政7年（1824年）生於周防國吉敷郡（現山口縣山口市），父為村醫。
弘化3年（1846年），在大坂緒方洪庵的適塾求學。
嘉永3年（1850年），歸鄉後，成為村醫。
嘉永6年（1853年），作為蘭學者，受伊予宇和島藩的要請出仕，講授西洋兵學、蘭學和負責翻譯，在宇和島城北部建築樺崎砲台。
安政3年（1856年），跟從藩主伊達宗城上江戶參勤交代，兼任幕府的蕃書調所教授方手傳。
萬延元年（1860年），受長州藩的邀請，成為藩士。
文久3年（1863年），歸藩。
慶應2年（1866年），第二次長州征伐之時，大村担當石州口方面的實戰指揮，以少勝多，撃破幕府軍。6月16日，通過中立的津和野藩，進撃濱田藩。7月18日，攻陷濱田城，後占領石見銀山。
明治元年（1868年）5月15日，僅用1日就鎮壓天野八郎等舊幕府殘黨組成的彰義隊。
明治2年（1869年），就任軍務官副知事，成為軍制改革的中心，在兵制會議中主張創設不依靠藩兵的政府直屬軍隊，和大久保利通對立。官制改革後，仁和寺宮嘉彰親王作為名義上的兵部卿（大臣），大村身為兵部省的兵部大輔（次官）在事實上指導近代日本的軍制建設。同年在京都三条木屋町的旅館遇刺，在大阪的病院過世，追贈從三位。

## 登場作品
小說
- 花神（新潮社、司馬遼太郎著）
- 鬼謀之人（新潮社、司馬遼太郎著）

影視劇
- 大村益次郎（1942年、新興、演：市川右太衛門）
- 情火（1952年、松竹、演：澤村國太郎（日语：澤村國太郎 (4代目)））
- 朱雀門（1957年、大映、演：原聖四郎）
- 幕末（1964年、TBS、演：小松方正）
- 三姊妹（日语：三姉妹）（1967年、NHK大河劇、演：加藤武）
- 花神（日语：花神 (NHK大河ドラマ)）（1977年、NHK大河劇、演：中村梅之助（日语：中村梅之助 (4代目)））
- 幕末青春塗鴉：坂本龍馬（日语：幕末青春グラフィティ 坂本竜馬）（1982年、NTV、演：科塔金太（日语：ふとがね金太））
- 遠雷怒濤（1982年、NHK、演：米倉齊加年（日语：米倉斉加年））
- 燃燒青春熱血：福澤諭吉與明治群像（日语：若き血に燃ゆる〜福沢諭吉と明治の群像）（1984年、TX、演：夏八木勳（日语：夏八木勲））
- 幕末青春塗鴉：Ronin 坂本龍馬（日语：幕末青春グラフィティ Ronin 坂本竜馬）（1986、東寶、演：三浦浩一）
- 奇兵隊（日语：奇兵隊 (テレビドラマ)）（1989年、NTV、演：片岡鶴太郎）
- 宛如飛翔（1990年、NHK大河劇、演：平田滿（日语：平田満））
- 拜託龍馬了！（日语：竜馬におまかせ!）（1996年、NTV、演：增田由紀夫（日语：増田由紀夫））
- 長州五傑（2006年、Libero、演：原田大二郎）
- 武士的家計簿（日语：武士の家計簿）（2010年、松竹、演：嶋田久作）
- 花燃（2015年、NHK大河劇、演：一岡裕人）
- 西鄉殿（2018年、NHK大河劇、演：林家正藏（日语：林家正蔵 (9代目)））
- 黑書院六兵衛（2018年、WOWOW、演：波岡一喜）

漫畫
- 喂！龍馬（日语：お〜い!竜馬）（小學館、武田鐵矢作・小山由畫）
- 風雲兒們 幕末篇（LEED社、みなもと太郎（日语：みなもと太郎）作）
- 向陽之樹（小学館、手塚治虫作）
- HAPPY MAN〜爆裂怒濤的桂小五郎〜（双葉社、石渡治（日语：石渡治）作）

## 脚註
1. ↑  「故兵部大輔大村永敏ヲ弔シ贈位賜幣ヲ宣ス （页面存档备份，存于）」、『太政類典』第1編（慶応3年～明治4年）、第1巻、18。

## 外部連結
- 大村家文書（大村益次郎）（ＭＦ：山口県文書館蔵）- 国立国会図書館 憲政資料室